# Manju
Manju (饅頭, まんじゅう) is een traditionele wagashi, Japanse lekkernij. Er zijn veel soorten manjū, maar de meeste hebben een buitenkant gemaakt van meel, rijstmeel, kudzu en boekweit en een vulling van anko (rode bonenpasta), meestal gemaakt van gekookte azukibonen en suiker. Manjū wordt soms gemaakt met andere vullingen zoals kastanjejam. Op Hawaï vind je Okinawan manjū die zijn gemaakt met een vulling van paarse zoete aardappel, boter, melk, suiker en zout, maar de meest voorkomende vulling is bonenpasta waarvan er verschillende soorten zijn, waaronder koshian, tsubuan en tsubushian.

## Geschiedenis
Manjū is afgeleid van een type mochi (蒸餅 ) die al heel lang in China bestaat. Het heette oorspronkelijk mantou in het Chinees, maar werd bekend als manjū toen het naar Japan kwam. In 1341 bracht een Japanse gezant die terugkwam uit China mantou mee en begon het te verkopen als nara-manjū. Er wordt gezegd dat dit de oorsprong was van de Japanse manjū. Sindsdien wordt het al bijna 700 jaar door Japanners gegeten. Nu is het te vinden in veel Japanse snoepwinkels. De lage prijs is een reden waarom het populair is.

## Variaties

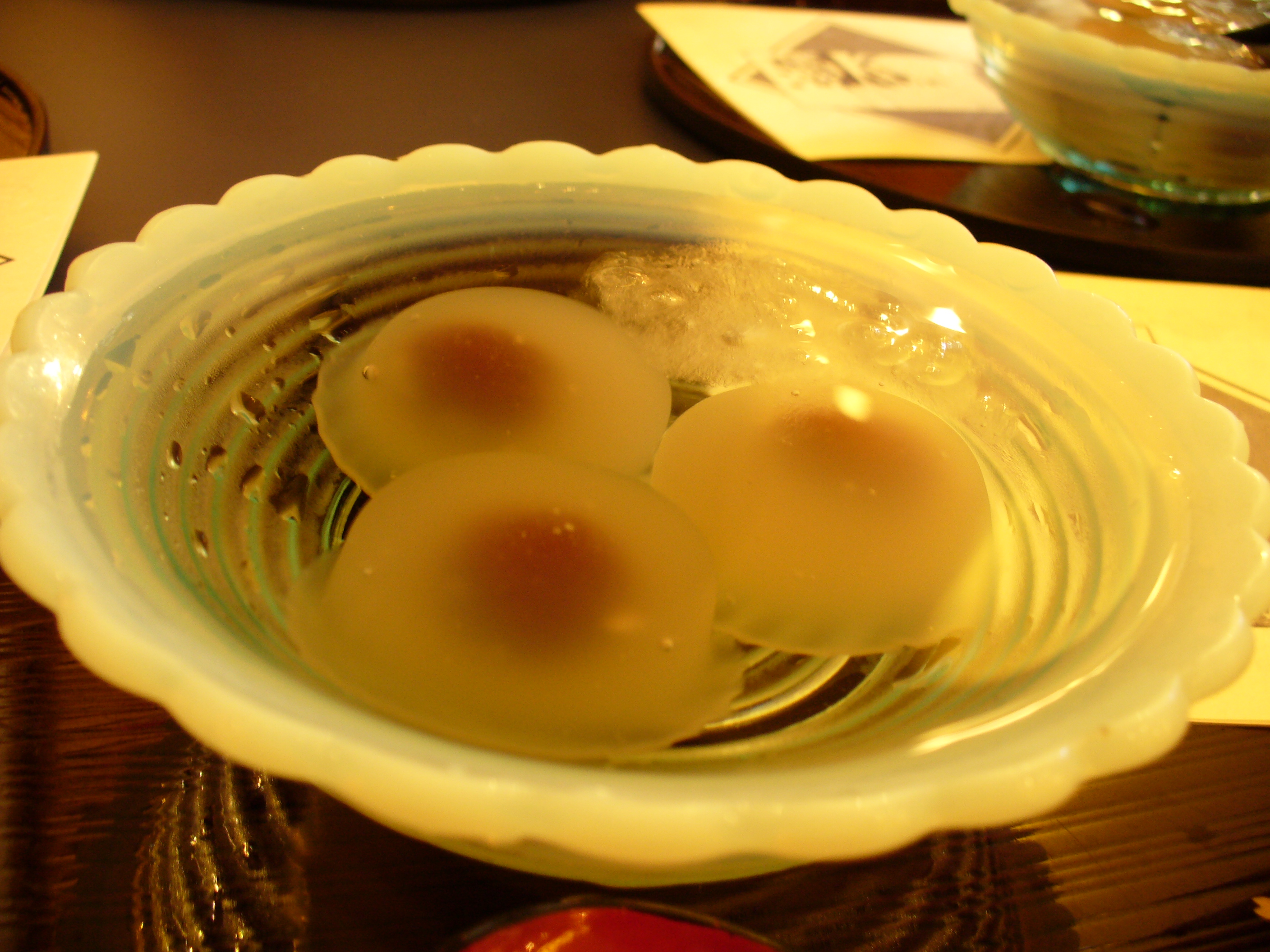
Mizu manjū (水饅頭)

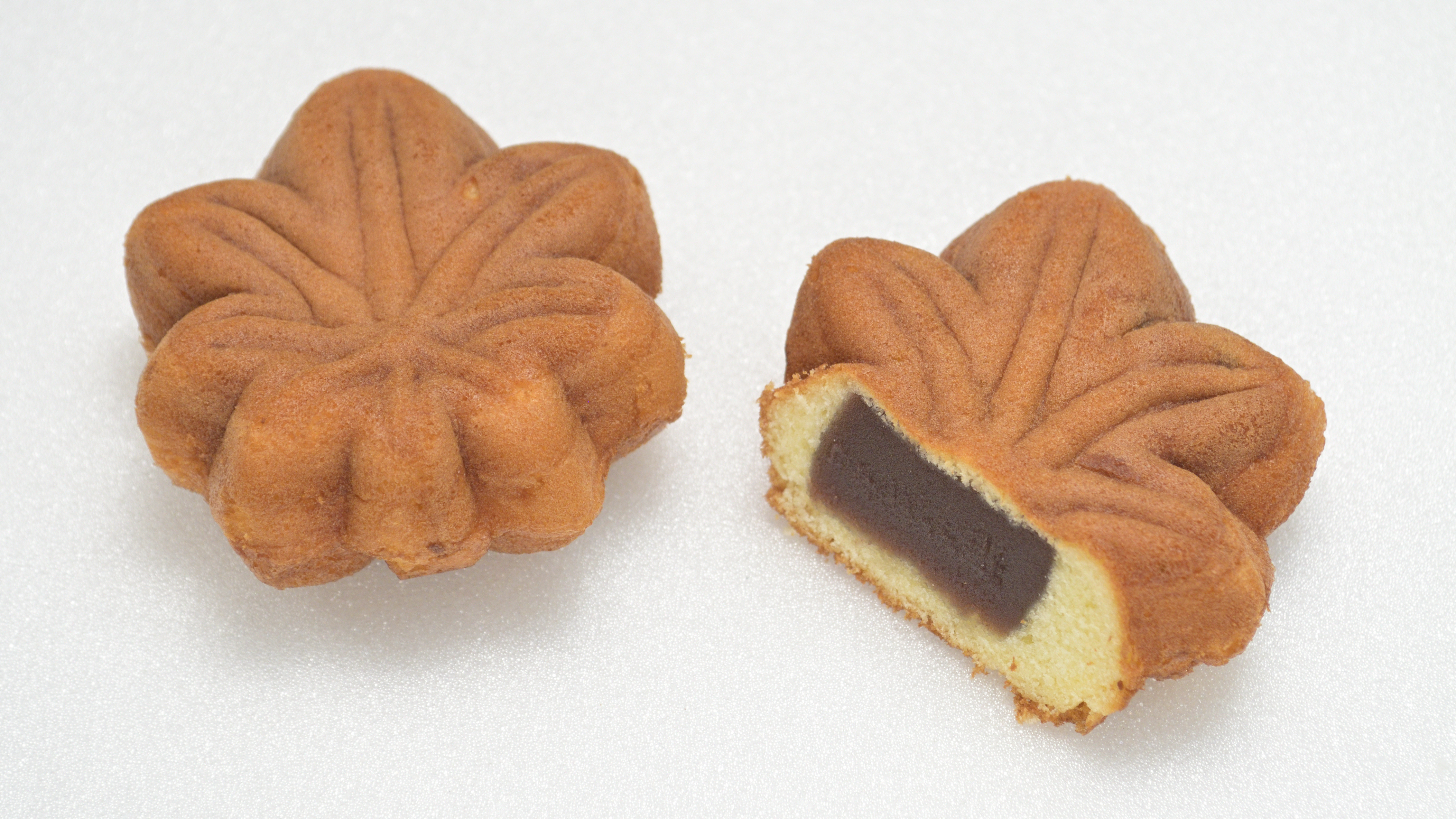
De esdoornbladvormige momiji manjū uit Hiroshima en Miyajima

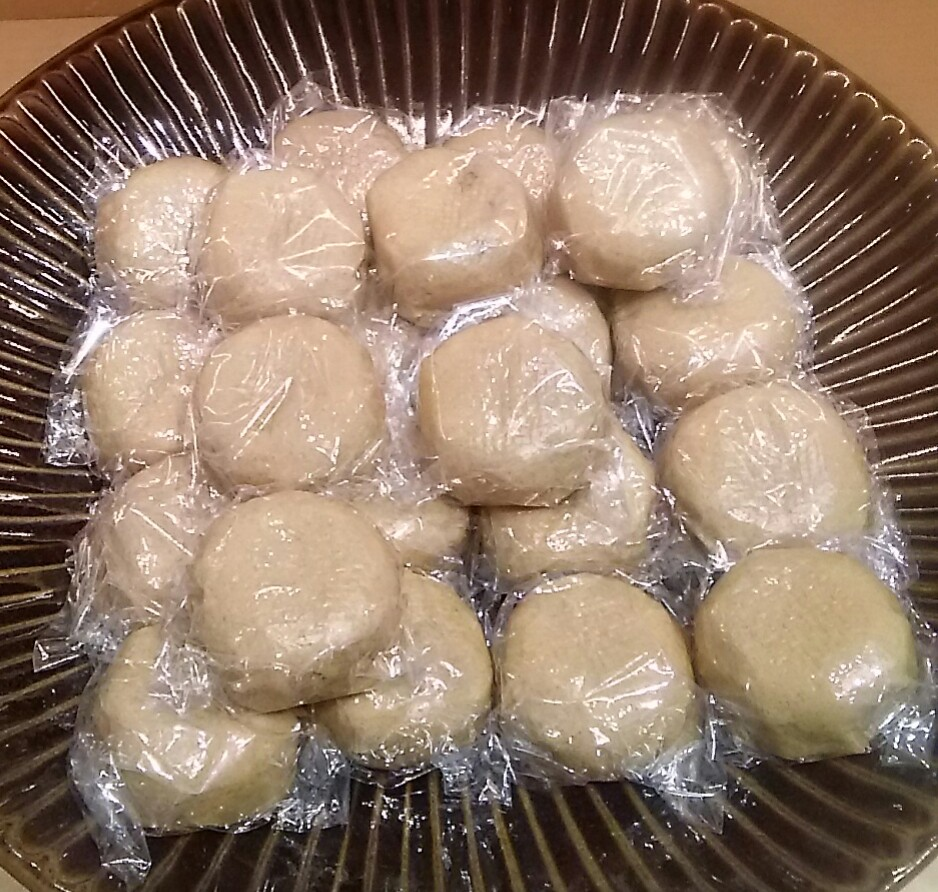
Usukawa Manju (薄皮 饅頭)

Er zijn talloze soorten manjū, sommige komen vaker voor dan andere. 
- Matcha (groene thee) manjū is een van de meest voorkomende. In dit geval heeft de buitenkant van de manjū een groene theesmaak en is groen gekleurd.
- Mizu (water) manjū wordt traditioneel in de zomer gegeten en bevat een gearomatiseerde bonenvulling. De buitenkant van de mizu manjū is gemaakt van kuzu-zetmeel, waardoor het deeg een doorschijnend, geleiachtig uiterlijk krijgt.[1]
- Er zijn ook manjū die verschillende vullingen met smaak hebben, zoals room met sinaasappelsmaak.
- Zoals het geval is met veel Japans eten, kan men in sommige delen van Japan manjū vinden die uniek is voor die regio, zoals de esdoornbladvormige momiji manjū in Hiroshima en Miyajima.
- De regionale variëteit van de prefectuur Saitama wordt Jumangoku Manju genoemd.